# (32987) Uyuni
1996 XB9 (asteroide 32987) é um asteroide da cintura principal. Possui uma excentricidade de 0.15423010 e uma inclinação de 15.66404º.
Este asteroide foi descoberto no dia 4 de dezembro de 1996 por Vincenzo Silvano Casulli em Colleverde.